# Ivania
Ivania es un género de plantas fanerógamas de la familia Brassicaceae. Comprende dos especies.

## Especies seleccionadas
- Ivania cremnophila (I.M.Johnston) O.E.Schulz

- Ivania juncalensis Al Shehbaz[2]